# SN 1955F
SN 1955F – supernowa odkryta 20 kwietnia 1955 roku w galaktyce M+00-31-25. W momencie odkrycia miała maksymalną jasność 19,50m.